# Андрей Гуляшки
Андрей Стоянов Гуляшки е български писател, който твори през 20. век. Почетен гражданин на Видин и Велики Преслав.

## Биография
Сътрудник е на левия печат през 30-те и 40-те години на 20. век. След 9 септември 1944 става редактор в редица издания, главен редактор на списание „Пламък“ (1956 – 1966 г.), директор на Народния театър, главен редактор на списание „Съвременник“ (1972 – 1973), секретар на Съюза на българските писатели (1956 – 1962), заместник-председател на СБП. През последните години от живота си пише в Сопот.

## Творчество
Белетристичното му творчество е обвързано с философска проблематика. Най-популярният му герой е Авакум Захов, появил се за пръв път в повестта „Контраразузнаване“ (1959).

## Избрана библиография
- „Дон Кихот от Селвеция“ (1936 г.) – роман
- „Блатото“ – драма в 3 действия
- „Жени“ (1938 г.)
- „Смъртна присъда“ (1940 г.) – роман
- „Златният кръг“ – комедия в 4 картини
- „МТ станция“ (1950 г.)
- „Обещание“ (1950 г.) – пиеса
- „Село Ведрово“ (1952 г.)
- „Златното руно“ (1958 г.)
- „Контраразузнаване“ (1959 г.)
- „Случаят в Момчилово“ (1960 г.)
- „Приключение в полунощ“ (1960 г.)
- „Спящата красавица“ (1961 г.)
- „През една дъждовна есен“ (1963 г.)
- „Приключенията на Авакум Захов“ (1962 г.)
- „Седемте дни на нашия живот“ (1964 г.)
- „Малка нощна музика“ (1965 г.)
- „Авакум Захов срещу 07“ (1966 г.)
- „Романтична повест“ (1970 г.)
- „Златният век“ (1973 г.)
- „Последното приключение на Авакум Захов“ (1976 г.)
- „Трите живота на Йосиф Димов“ (1977 г.)
- „Открадването на Даная“ (1978 г.)
- „Златната жена“ (1980)
- „История с кучета“ (1981 г.)
- „Скитник броди по света“ (1982 г.)
- „Убийството на улица Чехов“ (1985 г.)
- „Чудакът“ (1986 г.)
- „Краят на Лалелия“ (1987 г.)
- „На чашка коняк“ (1989 г.)